# چسبانک

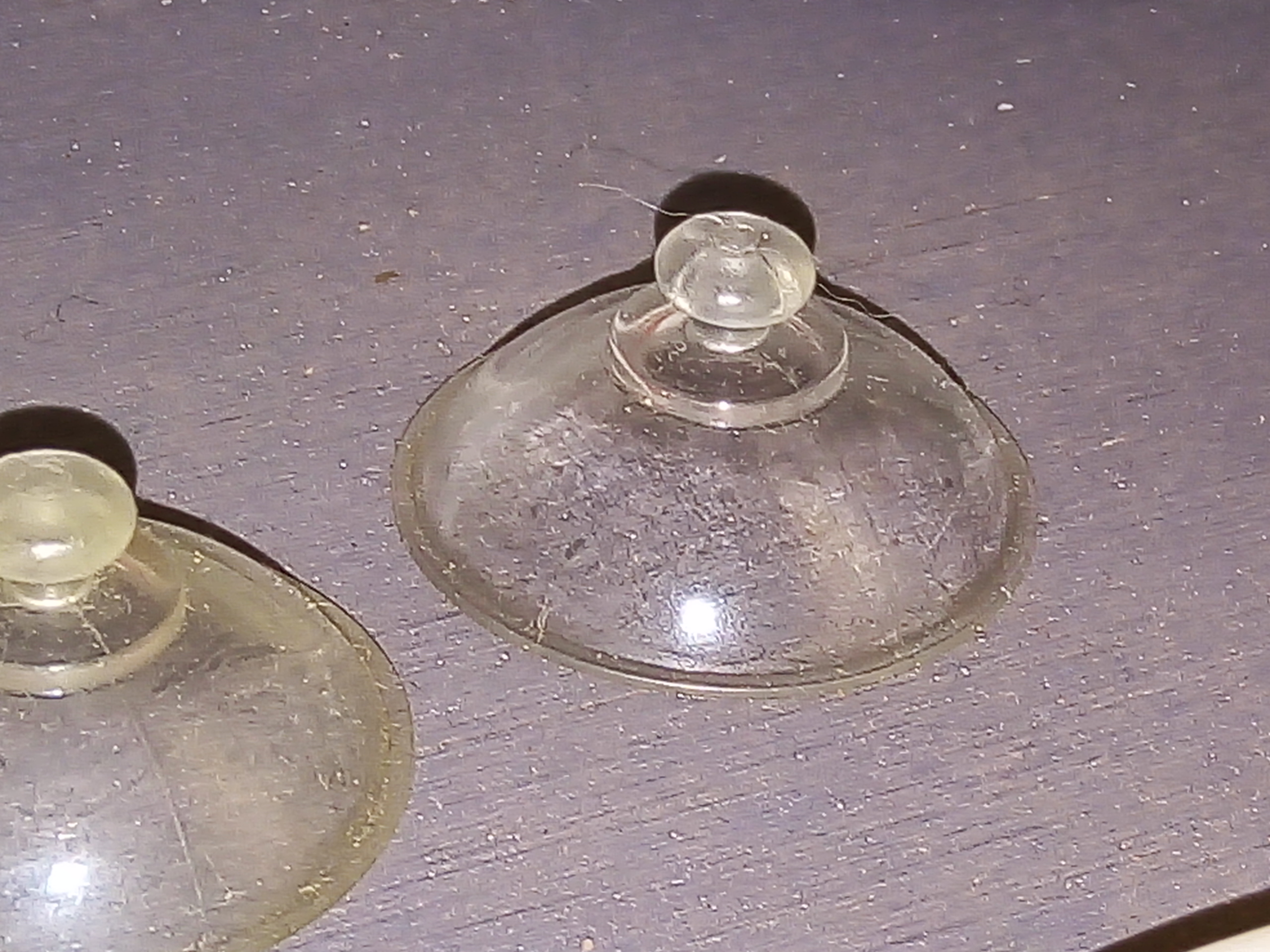
یک چسبانک شفاف

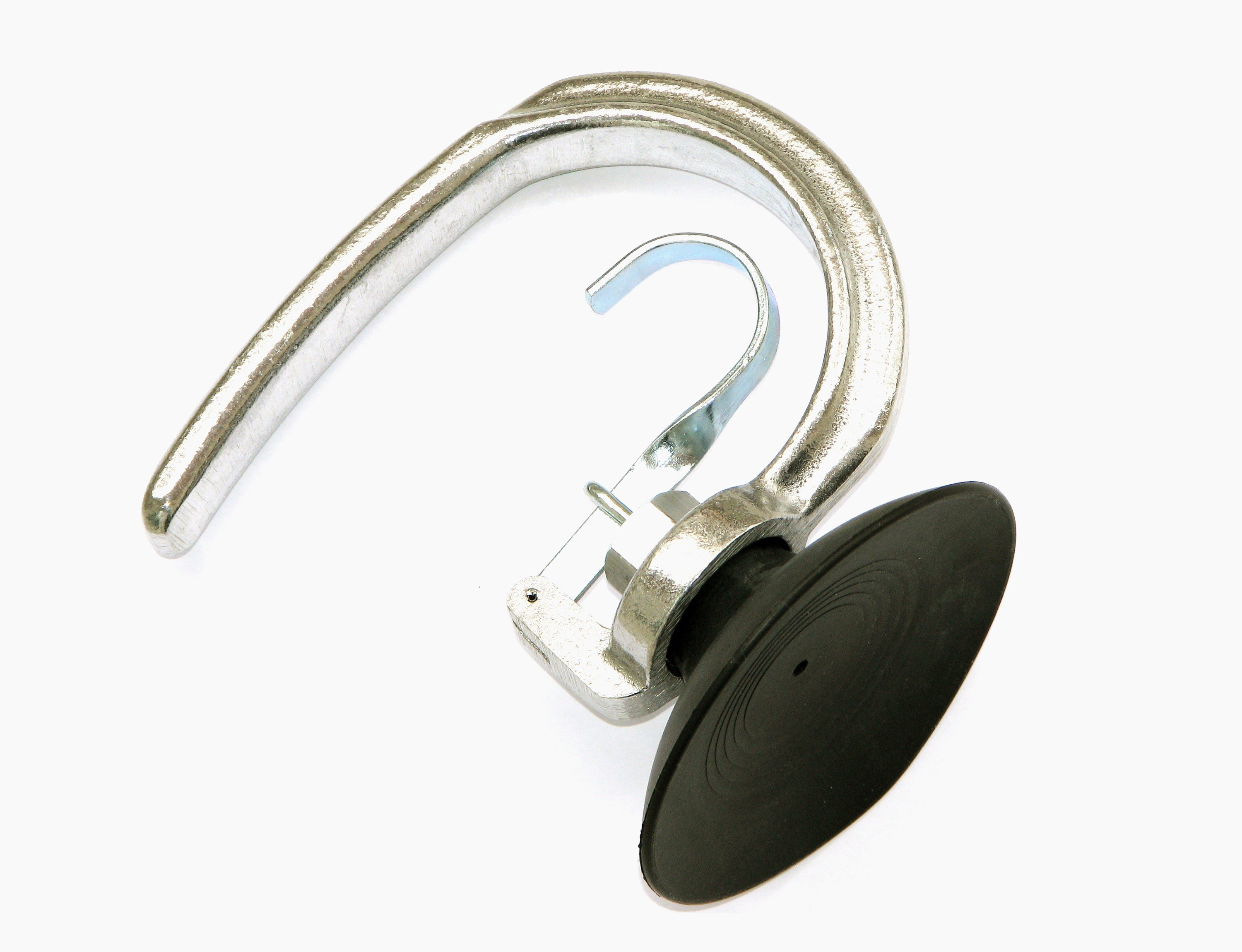
یک فنجان مکش بالارو

چسبانک یا فنجان مکش (به انگلیسی: Suction cup) که به عنوان مکنده نیز شناخته می‌شود، وسیله یا جسمی است که از فشار منفی سیال هوا یا آب برای چسبیدن به سطوح غیرمتخلخل استفاده می‌کند و خلاء جزئی ایجاد می‌کند.
چسبانک‌ها در طبیعت روی بدن برخی از جانوران مانند اختاپوس و ماهی مرکب وجود دارد و برای اهداف متعددی به صورت مصنوعی تکثیر شده است.

فشار بر روی یک مکنده، که در اثر برخورد مولکول‌های گاز اعمال می‌شود، مکنده را در تماس با سطح نگه می‌دارد.

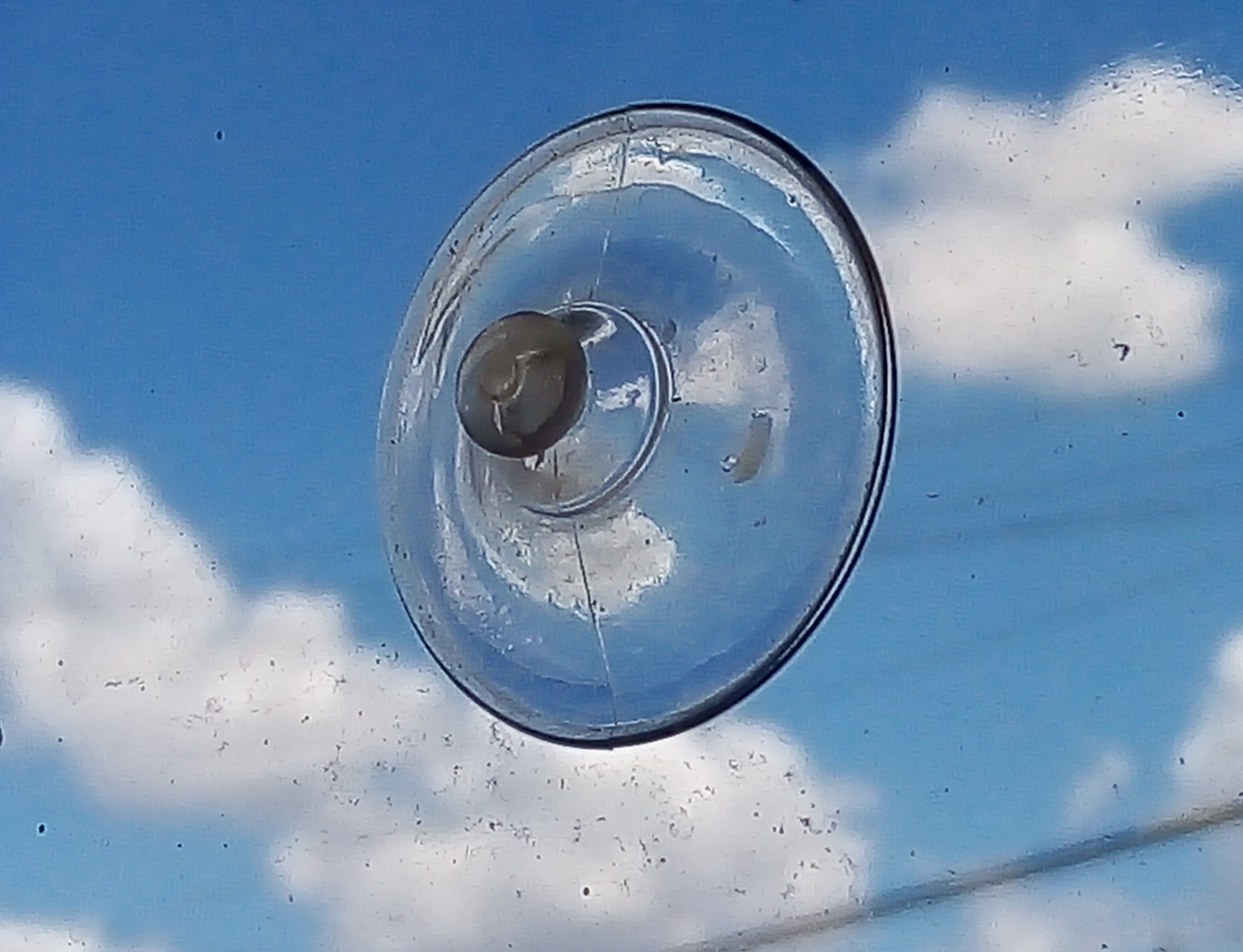
چسبانک فشرده روی یک پنجره